# Sesma
Sesma és un municipi de Navarra, a la comarca de Ribera del Alto Ebro, dins la merindad d'Estella. Limita al nord amb Arróniz, Dicastillo i Allo, a l'est amb Lerín i Cárcar, al sud amb Lodosa i La Rioja i a l'oest amb Los Arcos i Mendavia.

## Demografia
| Evolució demogràfica                             | Evolució demogràfica | Evolució demogràfica | Evolució demogràfica | Evolució demogràfica | Evolució demogràfica | Evolució demogràfica | Evolució demogràfica | Evolució demogràfica | Evolució demogràfica | Evolució demogràfica |
| 1996                                             | 1998                 | 1999                 | 2000                 | 2001                 | 2002                 | 2003                 | 2004                 | 2005                 | 2006                 | 2007                 |
| ------------------------------------------------ | -------------------- | -------------------- | -------------------- | -------------------- | -------------------- | -------------------- | -------------------- | -------------------- | -------------------- | -------------------- |
| 1 408                                            | 1 390                | 1 381                | 1 364                | 1 349                | 1 447                | 1 418                | 1 387                | 1 360                | 1 340                | 1 295                |
| Fonts: Sesma i Institut d'Estadística de Navarra |                      |                      |                      |                      |                      |                      |                      |                      |                      |                      |